# Margarida de França i de Castella
Margarida de França i de Castella (1158 - Acre 1197), princesa de França, comtessa de Vexin, reina consort associada d'Anglaterra de 1172 a 1183 i reina consort d'Hongria (1186-1196).

## Biografia
Era filla del matrimoni de Lluís VII, rei de França, amb Constança de Castella. Era neta per línia paterna de Lluís VI de França i Adelaida de Savoia, i per línia materna d'Alfons VII de Castella i Berenguera de Barcelona.
El 1158 fou promesa amb Enric II el Jove, fill del rei Enric II d'Anglaterra i d'Elionor d'Aquitània. El jove Enric era l'hereu presumpte d'Enric II rei d'Anglaterra, Duc de Normandia, comte d'Anjou i del Maine.
El 2 de novembre de 1160 al Le Neubourg després de l'obtenció d'una dispensa atorgada pel papa Alexandre III, es va celebrar el matrimoni dels dos joves nois (ella 2 anys, ell 5 anys). Aquesta ràpida unió fou deguda a la voluntat d'Enric II d'entrar en possessió del dot de la seva nora, el Vexin normand.
Per tal d'assegurar la seva successió, Enric II (1133-1189) va fer coronar al jove Enric (1155-1183) el 14 de juny de 1170 a Canterbury. El 27 d'agost de 1172, a la catedral de Winchester, tingué lloc una segona coronació, a petició de Lluís VII, durant la qual Margarida fou coronada reina d'Anglaterra.
De la seva unió amb el seu jove marit va néixer un sol fill, Guillem, nascut i mort el 1177. El 1182 fou acusada de tenir una relació amb William Marshal. Tot seguit Enric el Jove inicià els tràmits per a l'anul·lació del matrimoni adduint aquesta suposada infidelitat, si bé tot sembla indicar que ho feu per la impossibilitat de Margarida de concebre un hereu. Enric el Jove però morí sobtadament el 1183.
Després de la defunció d'Enric el Jove el 1183, es va casar de nou, el 1186, amb Béla III (1148-1196), rei d'Hongria. Aquest va marxar a la tercera croada, i moriren tots dos a Terra Santa, no deixant descendents de la seva unió. Margarida morí el 1197 a Acre i fou sepultada a la catedral de Tir.